# Marcilla
Marcilla là một đô thị trong tỉnh và cộng đồng tự trị Navarre, Tây Ban Nha. Đô thị này có diện tích là 21,9 ki-lô-mét vuông, dân số năm 2009 là 2834 người với mật độ người/km². Đô thị này có cự ly 60 km so với tỉnh lỵ Pamplona.